# Rena iversoni
Espèce
Synonymes
- Leptotyphlops myopicus iversoni Smith, Breukelen, Auth & Chiszar, 1998
- Rena myopica iversoni (Smith, Breukelen, Auth & Chiszar, 1998)

Rena iversoni est une espèce de serpents de la famille des Leptotyphlopidae.

## Répartition
Cette espèce est endémique du Tamaulipas au Mexique.

## Étymologie
Cette espèce est nommée en l'honneur de John B. Iverson.

## Publication originale
- Smith, Breukelen, Auth & Chiszar, 1998 : A subspecies of the Texas blind snake (Leptotyphlops dulcis) without supraoculars. The Southwestern Naturalist, vol. 43, no 4, p. 437-440.